# Jacques de Fieux
Jacques de Fieux (Parigi, 1621 circa – Parigi, 15 marzo 1687) è stato un vescovo cattolico francese.

## Biografia
Nato a Parigi da una famiglia originaria di Brive-la-Gaillarde, fu avviato alla carriera ecclesiastica e studiò teologia al Collège de Navarre. Ebbe in commenda le abbazie di Notre-Dame de Bellozanne e di Notre-Dame de Beaulieu.
Il 21 giugno 1675 fu nominato coadiutore di André du Saussay, vescovo di Toul, che morì il 9 settembre successivo, prima che la Sede apostolica confermasse la sua elezione. La sua nomina episcopale fu confermato il 21 dicembre 1676 e de Fieux fu consacrato il 17 gennaio 1677 dall'arcivescovo François de Harlay de Champvallon.
Per il suo rigorismo morale, gli autori di Gallia christiana lo definirono giansenista.
Morì a Parigi nel 1687.

## Genealogia episcopale e successione apostolica
La genealogia episcopale è:
- Cardinale Guillaume d'Estouteville, O.S.B. Clun.
- Papa Sisto IV
- Papa Giulio II
- Cardinale Raffaele Sansone Riario
- Papa Leone X
- Papa Paolo III
- Cardinale Francesco Pisani
- Cardinale Alfonso Gesualdo di Conza
- Papa Clemente VIII
- Cardinale Pietro Aldobrandini
- Cardinale Laudivio Zacchia
- Cardinale Antonio Barberini, O.F.M. Cap.
- Cardinale Nicolò Guidi di Bagno
- Arcivescovo François de Harlay de Champvallon
- Vescovo Jacques de Fieux